# Crocallis insolitaria
Crocallis insolitaria är en fjärilsart som beskrevs av Fuchs 1901. Crocallis insolitaria ingår i släktet Crocallis och familjen mätare. Inga underarter finns listade i Catalogue of Life.